# Guerra romano-parta de 113–117
Guerra romano-parta de 113–117, também chamada de Campanha parta de Trajano, foi uma guerra entre o Império Romano e o Império Parta sobre o controle do Reino da Armênia, um reino sobre qual os dois dividiam a hegemonia desde a época de Nero, cinquenta anos antes, como resultado da Guerra romano-parta de 58-63.

## Contexto e motivação de Trajano
Como os relatos literários sobre a campanha parta de Trajano são fragmentários e dispersos, é difícil estabelecer um contexto apropriado para o início das hostilidades, algo que abriu espaço para uma longa controvérsia sobre os eventos e os objetivos do conflito. Muitos estudiosos modernos consideram que a decisão de Trajano de travar uma guerra contra os partas pode ter tido motivos econômicos: depois da anexação da Arábia, o imperador construiu uma nova estrada, a Via Trajana Nova, que ia de Bostra (moderna Bostra) até Aila (moderna Ácaba), no mar Vermelho, o que significava que Cárax Espasinu, no Golfo Pérsico, era o último ponto terminal ocidental das linhas comerciais indianas que estava fora do controle romano. Este controle era importante para diminuir os custos de importação e para limitar uma suposta fuga de metais preciosos criada pelo déficit no comércio exterior romano com o Extremo Oriente.
Não há dúvidas de que Cárax comerciava com o Império Romano, pois os contatos da cidade com os comerciantes de Palmira no período estão bem documentados na epigrafia palmirena da época, que nos revela vários cidadãos da cidade homenageados depois de assumirem uma posição em Cárax. Além disso, os domínios dos monarcas de Cárax na época provavelmente incluíam as ilhas do Barém (onde um palmireno trabalhou, logo depois da morte de Trajano, como sátrapa – uma nomeação feita por um xá de Cárax), o que dava aos romanos a oportunidade de estender a hegemonia romana ao próprio Golfo Pérsico. O racional para a campanha de Trajano, neste caso, teria sido eliminar um sistema comercial entre o Extremo Oriente através de pequenas cidades semíticas ("árabes") sob controle parta ou colocá-lo sob o controle romano.
Em suas conquistas dácias, Trajano já havia utilizado unidades auxiliares sírias, cujos veteranos, assim como os comerciantes sírios, tiveram um importante papel na subsequente colonização da Dácia. Ele já havia recrutado unidades palmirenas para seu exército, inclusive uma unidade de camelos –aparentemente buscando apoio de Palmira em seu objetivo maior de conquistar Cárax. Já se propôs até mesmo que, quando, no início de sua campanha, Trajano anexou a Armênia, ele tinha a intenção de anexar a Mesopotâmia se os partas não interrompesse o fluxo comercial no Golfo Pérsico ou criassem problemas na fronteira do Danúbio.
Outros historiadores rejeitam essas motivações, pois este suposto controle parta sobre o comércio com o Extremo Oriente era, na melhor das opções, conjectural e baseado numa leitura seletiva de fontes chinesas – o comércio terrestre através do Império Parta parece ter sido deixado em paz pelas autoridades partas e nas mãos de comerciantes privados. Atividades comerciais na Mesopotâmia no século II parece ter sido um fenômeno generalizado, compartilhado por muitos povos de dentro e fora do Império Romano, sem evidências de uma política imperial específica para regulá-lo. Como no caso das alimenta, acadêmicos como Moses Finley e Paul Veyne consideram a ideia de uma política externa de comércio por trás da guerra de Trajano anacrônica: segundo eles, a única preocupação romana com os artigos de luxo do comércio com o Extremo Oriente, além do pagamento de impostos e pedágios, era moral e envolvia uma crítica geral sobre a "frivolidade" destes artigos, sem nenhuma política econômica. Em seu controverso livro sobre a economia na Antiguidade, Finley considera que Trajano "calculou muito mal um caro ataque à Pártia" como um exemplo das "guerras comerciais" de Roma, que tinham em comum o fato de existirem apenas nos livros de historiadores modernos.
Uma visão alternativa é que a campanha teria sido iniciada por um desejo de anexação territorial e prestígio, o único motivo citado por Dião Cássio. Como a conquista territorial envolvia a coleta de impostos, especialmente os 25% de imposto devido por todos os bens que entravam no Império Romano (em latim: tetarte), pode-se dizer que a guerra de Trajano tinha um motivo "econômico". Havia também o valor propagandístico de uma conquista no oriente, que emularia, na opinião romana da época, as conquistas de Alexandre, o Grande. O fato de emissários do Império Cuchana possam ter participado das celebrações das Guerras Dácias pode ter acendido em alguns intelectuais greco-romanos como Plutarco, que escreveu que seriam necessários apenas 70 000 soldados para conquistar a Índia, e nos amigos mais próximos de Trajano sonhos especulativos sobre os espólios que poderiam ser obtidos ao se reproduzir as conquistas macedônias no oriente. É possível ainda que a ligação de Trajano a uma política expansionista fosse apoiada por um poderoso círculo de senadores falcões da Hispânia, especialmente Licínio Sura. É possível explicar a campanha simplesmente indicando que, para os romanos, seu império era, a princípio, ilimitado e que Trajano queria simplesmente aproveitar uma oportunidade de realizar uma ideia.
Finalmente, há os historiadores modernos que acreditam que os objetivos originais de Trajano eram puramente militares e bem modestos: assegurar uma fronteira oriental mais segura para o Império Romano, cruzando a Alta Mesopotâmia ao longo do rio Cabur, protegendo a Armênia.

## Campanha
A campanha foi cuidadosamente planejada com antecedência: dez legiões foram concentradas no teatro de operações oriental; desde 111, a correspondência de Plínio, o Jovem, atesta que as autoridades provinciais da Bitínia tinham que organizar suprimentos para as tropas de passagem e concílios municipais locais e seus membros tinham que arcar com parte das despesas das tropas. A campanha era, portanto, imensamente cara desde o princípio.

### Armênia e Mesopotâmia (113–115)
Trajano primeiro invadiu a Armênia, depôs o rei nomeado pelos partas, que depois foi assassinado ainda sob custódia das tropas romanas num incidente obscuro, descrito posteriormente por Frontão como uma mancha na boa-fé romana, e anexou-a ao Império Romano como uma província, recebendo de passagem um reconhecimento da hegemonia romana de diversas tribos do Cáucaso e da costa oriental do mar Negro — um processo que o manteve ocupado até pelo menos o final de 114. Simultaneamente, uma coluna romana liderada pelo legado Lúsio Quieto, um excepcional general de cavalaria que se destacou durante as Guerras Dácias comandando unidades de sua Mauritânia natal, atravessou o rio Araxes da Armênia e invadiu a Média Atropatene e a terra dos amardos (moderna Guilão). É possível que a campanha de Quieto tenha tido o objetivo de estender a nova e mais defensável fronteira romana mais para o leste, na direção do mar Cáspio e para o norte, onde estava o Cáucaso.
A cronologia dos eventos seguintes é incerta, mas acredita-se geralmente que, no início de 115, Trajano iniciou uma campanha pela Mesopotâmia, marchando para o sul em direção aos montes Tauro para consolidar seu domínio sobre o território entre o Tigre e o Eufrates. E posicionou guarnições permanentes no caminho para proteger a região. Enquanto Trajano marchava do oeste para o leste, Quieto vinha com seu exército do Cáspio para o oeste, com ambas as forças executando com sucesso um movimento de pinça cujo resultado foi, aparentemente, estabelecer uma poderosa presença romana bem no coração dos domínios partas, com Trajano tomando as cidades da Alta Mesopotâmia de Nísibis (moderna Nusaybin) e Batnas (moderna Suruç), e organizando a província da Mesopotâmia, incluindo o Reino de Osroena, onde o rei Abgar VII se submeteu publicamente a Trajano, como um estado cliente romano. Este processo parece já ter sido completado no começo de 116, quando moedas foram cunhadas anunciando que Armênia e Mesopotâmia haviam sido colocadas sob a autoridade do povo romano. A região entre o rio Cabur e as montanhas à volta de Singara aparentemente foi considerada como a nova fronteira e, como tal, recebeu uma estrada repleta de fortalezas (limes).

### Babilônia e Cárax (116–117)

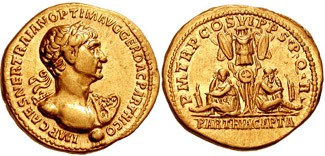
Áureo de Trajano, imperador romano e protagonista da campanha, celebrando suas vitórias contra o Império Parta. Aos seus pés, representações dos rios Tigre e Eufrates

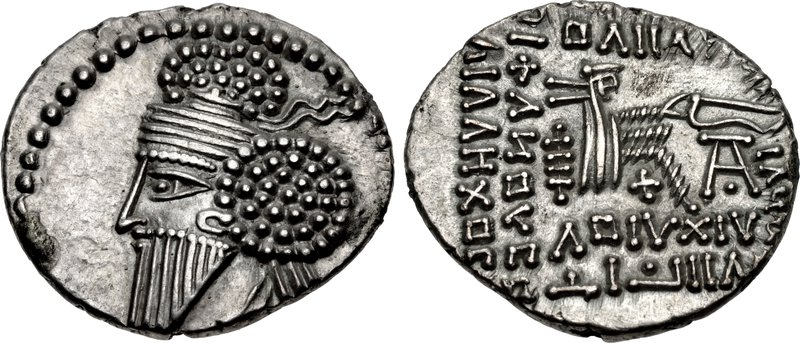
, rei dos reis da Pártia e adversário de Trajano

Depois de passar o inverno de 115-6 em Antioquia — e, segundo as fontes, escapar por pouco de um violento terremoto que tomou a vida de um dos cônsules, Marco Pedão Vergiliano — Trajano deu início à campanha de 116 com o objetivo de conquistar toda a Mesopotâmia, uma meta muito ambiciosa que eventualmente o obrigaria a reverter os ganhos de toda a campanha. Segundo alguns historiadores modernos, o objetivo desta campanha era realizar uma "demonstração preemptiva" não de conquista da Pártia, mas para fortalecer o controle romano sobre as rotas comerciais orientais. Porém, a escassez geral de mão-de-obra para o exército imperial romano condenou a campanha desde a partida. É notável que nenhuma legião nova foi criada por Trajano antes da campanha parta, provavelmente por que as fontes de novos recrutas cidadãos já estavam sobrecarregadas.
Pelo que as fontes permitem conhecer desta campanha, aparentemente uma divisão romana cruzou o Tigre e invadiu Adiabena, seguindo para o sul e capturando Adenistras; uma segunda seguiu o rio para o sul, capturando Babilônia; o próprio Trajano navegou o Eufrates rio abaixo, de Dura Europo, onde um arco do triunfo foi construído em sua homenagem, até Ozogardana, onde ele construiu um "tribunal", que ainda era visível na época das campanhas de Juliano, o Apóstata, na mesma área. Tendo alcançado uma estreita faixa de terra entre o Eufrates e o Tigre, ele então arrastou sua frota por terra até o Tigre, capturou Selêucia e, finalmente, a capital parta de Ctesifonte.
Não satisfeito, Trajano continuou descendo até o Golfo Pérsico, quando, depois de escapar com sua frota de um macaréu no Tigre, recebeu a submissão de Atambelo, o monarca de Cárax. Ele declarou Babilônia como uma nova província para o Império e mandou erguer uma estátua sua na costa do Golfo Pérsico. Logo depois, Trajano enviou ao Senado uma carta declarando que a guerra estava terminando e que estaria muito velho para continuar e repetir as conquistas de Alexandre. Como Cárax era um reino independente de facto, cujas ligações com Palmira já fora descritas, os ataques de Trajano na região podem ter coincidido com os interesses palmirenos na região. Outra hipótese é que os monarcas de Cárax tinham desejos expansionistas sobre a Babilônia persa, o que os motivou a se aliarem aos romanos. A capital de verão dos partas, Susa, aparentemente também foi ocupada pelos romanos.
Segundo fontes literárias posteriores (não suportadas por evidências numismáticas e nem epigráficas), uma província chamada Assíria também foi proclamada, aparentemente abrangendo o território de Adiabena. Algumas medidas parecem ter sido tomadas a respeito da administração fiscal do comércio com a Índia — ou simplesmente sobre o pagamento de impostos alfandegários (em latim: portoria) sobre o comércio de bens no Tigre e no Eufrates. É possível que tenha sido justamente esta reorganização administração das novas conquistas para que se adequassem aos padrões provinciais romanos de coleta de impostos, requisições de permissões e tratativas com poderes locais que tenha depois provocado a resistência contra Trajano.
Segundo historiadores modernos, Trajano pode ter se ocupado durante sua sua estadia no Golfo Pérsico ordenando raides por toda a costa parta assim como enviando missões exploratórias para avaliar a expansão da suserania romana sobre as tribos das montanhas que defendiam os passos através dos montes Zagros que davam acesso ao Platô Iraniano a leste, onde o exército romano, com sua relativa fraqueza em cavalaria, estaria em desvantagem.

### Revoltas e a morte de Trajano (117)

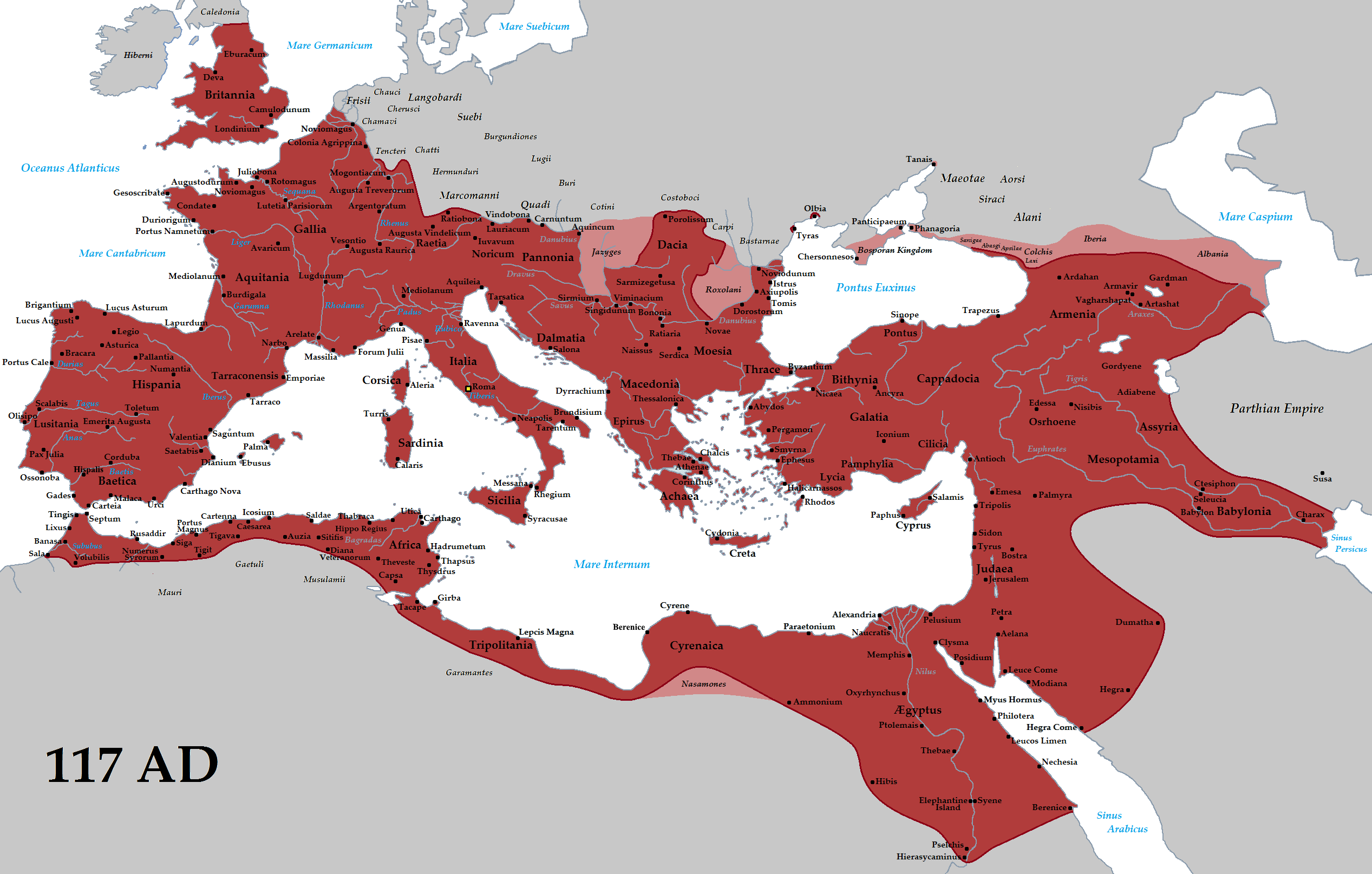
Depois das campanhas de Trajano, o Império Romano atingiu sua máxima extensão (117)

Porém, quando Trajano deixou o Golfo e seguiu para Babilônia, onde ele pretendia oferecer um sacrifício a Alexandre na casa onde ele havia morrido em 323 a.C., uma repentina explosão na resistência parta, liderada por um sobrinho do xá, Sanatruces, que ainda controlava uma força de cavalaria, possivelmente reforçada por arqueiros sacas, ameaçaram as posições romanas na Mesopotâmia e na Armênia, algo que Trajano lidou abrindo mão do controle direto sobre terras na Pártia propriamente dita, pelo menos parcialmente.
Trajano enviou dois exércitos para a Alta Mesopotâmia: o primeiro, comandado por Lúsio Quieto, recuperou Nísibis e Edessa dos rebeldes, provavelmente depondo o rei Abgar VII e matando-o no processo, enquanto a segunda, liderada por Ápio Máximo Santra (provavelmente o governador da Macedônia), foi derrotada e Santra, morto. Posteriormente, em 116, Trajano, com o apoio de Quieto e dois outros legados, Marco Erúcio Claro e Tibério Júlio Alexandre Juliano (ambos foram cônsules sufectos em 117), derrotaram um exército parta numa batalha que resultou na morte de Sanatruces. Depois de retomar e incendiar Selêucia, Trajano formalmente depôs o xá Osroes I e nomeou seu próprio rei marionete, Partamaspates. Este evento foi comemorado numa moeda de forma a representá-lo como a redução da Pártia ao status de reino cliente: "um rei dado aos partas" (em latim: Rex Parthis Data). Isto feito, Trajano recuou para o norte para defender e manter o que podia das novas províncias na Armênia, onde ele já havia aceitado um armistício em troca da entrega de parte do território ao filho de Sanatruces, Vologeses — e a Mesopotâmia.
Foi neste ponto que a saúde de Trajano começou a traí-lo. A fortaleza de Hatra, no rio Tigre, que ficava na sua retaguarda, continuou a se defender contra repetidos assaltos romanos. Ele foi pessoalmente até lá e é possível que tenha sofrido uma insolação no calor infernal que assolava o cerco.
Logo depois, os judeus que viviam na porção oriental do Império Romano, no Egito, Chipre e Cirenaica, esta última provavelmente a origem do problema, se levantaram em revolta contra os pagãos locais, dando origem à revolta chamada depois de Guerra de Kitos. Outra rebelião irrompeu entre as comunidades judaicas da Alta Mesopotâmia, provavelmente parte da reação contra a ocupação romana em geral. Trajano foi forçado a recuar seu exército para acabar com estas revoltas, mas via o recuo como nada mais do que um revez temporário, mas ele estava destinado a nunca mais comandar um exército em campanha novamente, entregando seus exércitos orientais a Lúsio Quieto, que já havia sido governador da Judeia e poderia ter tido que lidar antes com revoltas judaicas em sua província. Quieto realizou sua missão com sucesso, a ponto de a guerra depois receber o seu nome: "Kitos" é uma corruptela de "Quietus", seu nome em latim. Quieto recebeu a promessa de um consulado no ano seguinte (118) por suas vitórias.
No início de 117, Trajano ficou doente e tentou voltar por mar para a Itália. Sua saúde piorou durante a primavera e o verão e, quando ele chegou em Selino (moderna Gazipasa), na Cilícia (que passou a ser chamada depois de "Trajanópolis"), Trajano morreu subitamente de um edema em 8 de agosto, sendo sucedido por Adriano. Quieto foi assassinado durante o sangrento expurgo que abriu o reinado do novo imperador, durante o qual ele e três outros antigos cônsules foram sentenciados à morte depois de terem sido julgados culpados por uma vaga acusação de conspiração pela corte (secreta) do prefeito pretoriano Aciano. Tem sido proposto que Quieto e seus colegas teriam sido executados por ordens diretas de Adriano, que temia a popularidade deles junto ao exército e a proximidade deles com Trajano.
Por outro lado, o proeminente romano encarregado da repressão das revoltas judaicas, o equestre Quinto Márcio Turbo, que já havia lidado com o líder rebelde de Cirenaica, Lucuas, conseguiu se manter nas graças de Adriano e, finalmente, tornou-se prefeito pretoriano. Aparentemente, Adriano não podia permitir a existência permanente à sua volta de um grupo de generais de pensamento independente e status senatorial herdados de seu predecessor. Como todos os quatro cônsules eram senadores do mais alto escalão e, por isso, geralmente considerados como "capazes" para o poder imperial ("capaces imperii"), Adriano parece ter decidido agir de forma preemptiva contra estes rivais.

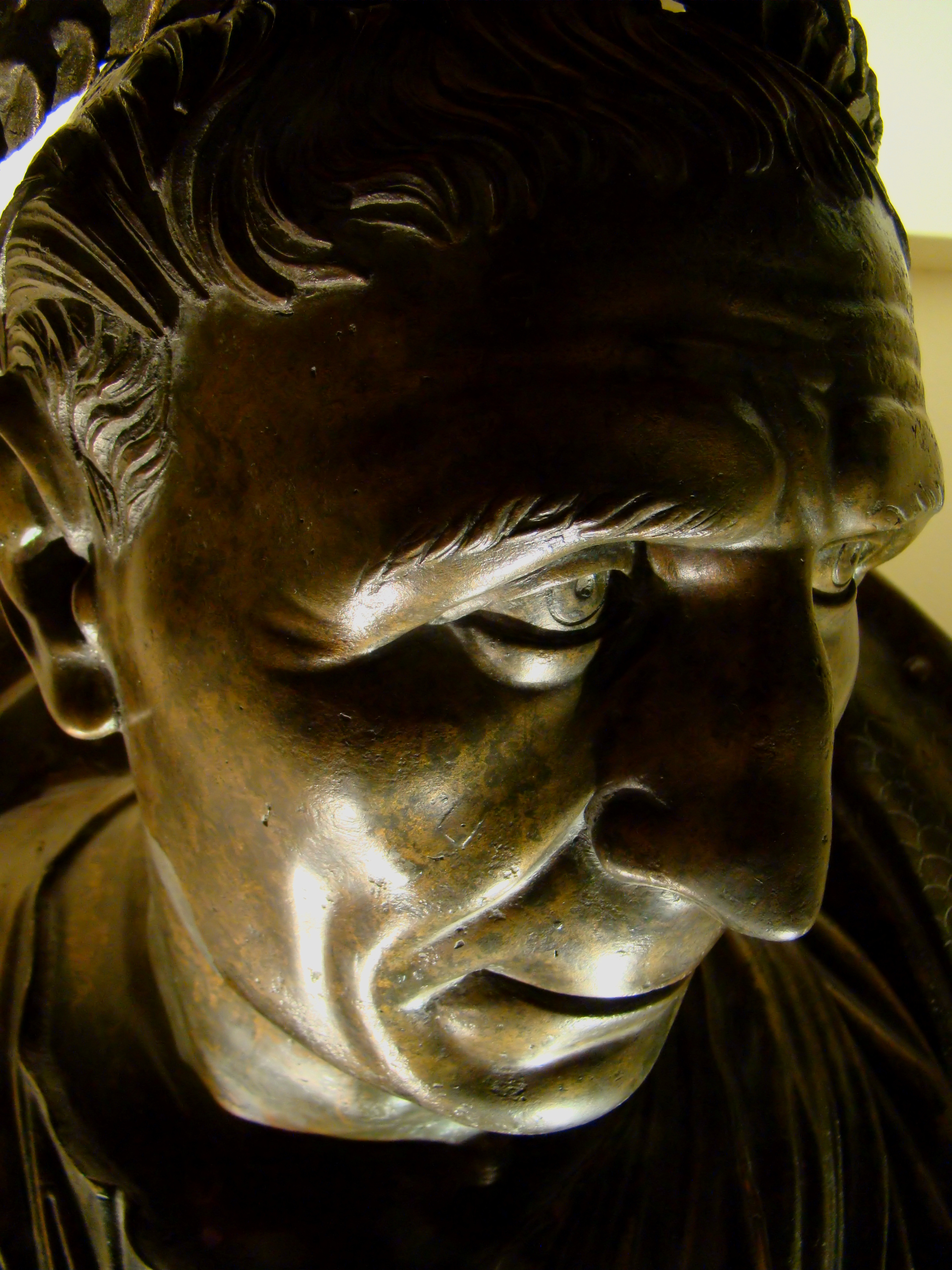
Busto em bronze do imperador Trajano em seus últimos dias, já revelando um semblante cansado. O imperador morreria no mesmo ano.
Museu das Civilizações Anatólias, Ancara, Turquia